# Balgarski Olimpiyski Komitet
Das Balgarski Olimpiyski Komitet ist eine Non-Profit-Organisation. Es fungiert als NOK Bulgariens und ist ein Mitglied des Internationalen Olympischen Komitees. Das Bulgarische Olympische Komitee wurde am 30. März 1923 gegründet, war in der Zeit von September 1944 bis 1952 aufgelöst und repräsentiert seitdem wieder Bulgarien in der olympischen Bewegung.

## Präsidenten des Bulgarischen Olympischen Komitees
- Eftim Kitantschew (1923 bis 1925)
- Dimitar Stantschow (1925 bis 1929)
- Welizar Losanow (1929 bis 1941)
- Raschko Atanasow (1941 bis 1944)
- Wladimir Stojtschew (1959 bis 1982)
- Iwan Slawkow (1982 bis 2005)
- Stefka Kostadinowa (seit 2005)